# Нур-ал-Айн
Нур-ал-Айн (на арабски: نور العين, в превод „Светлина на очите“) е име на известен диамант с многовековна история.
Инкрустиран е в корона, която носи същото име. Камъкът е един от най-едрите и красивите розови диаманти в света. Притежава овална форма, фасетиран е по характерен за брилянти начин, тежи около 60 карата. Короната, в която той заема централното място, е изработена през 1958 г. за сватбената церемония на последната шахиня на Иран, Фара Пахлави. Общият брой на вградените в платиновата корона диаманти е 324. Короната е част от националните съкровища на Иран, съхранява се в трезора на Централната банка на Иран.

## Диамант Нур-ал-Айн

### Описание
Нур-ал-Айн е розов диамант, с овална форма и брилянтово фасетиране, тежи около 60 карата и е с приблизителни размери 30×26×11 mm. Спада към най-редките видове брилянти от тип IIa.

### Произход
Нур-ал-Айн е добит в древните диамантени мини на царство Голконда, днес щатите Телангана и Андхра Прадеш в Индия. Произходът на диаманта предизвиква интерес след като канадските учени от Кралския Музей на Онтарио (Royal Ontario Museum) провеждат в Техеран проучване на минералогичните свойства на диамантите Даря-йе Нур и Нур-ал-Айн. Те установяват, че двата камъка са части от един по-голям диамант. Предполага се, че това е прочутият исторически диамант „Great Table“ („Голяма плочка“), видян от търговеца на скъпоценности Жан-Батист Таверние в Голконда през 1642 г. Според описание, дадено от Таверние, диамантът тежи 248 карата, но според оценките на днешните специалисти „Голямата плочка“ е тежала най-малко 300 карата. Таверние нарича камъка „Diamanta Grande Table“, другото му название е „Белият Таверние“.
Не са известни причината и обстоятелствата, при които „Голямата плочка“ се разделя или се чупи на две части. С голяма степен на достоверност се смята, че това е станало преди инвазията на персите в Индия през 1739 г. Според писмените източници от 18 век, трофеите на персийския владетел Надер Шах от неговия военен поход в Индия наред с други съкровища включват диаманта Нур-ал-Айн. Скъпоценният камък се използва като украса на неговия кинжал. През 1747 г. Надер Шах е убит и диамантът отначало се съхранява от неговия ковчежник, а след неговата смърт преминава през ръцете на няколко персийски благородници.

### История на обработката
Съществуват поне две версии, кога и къде диамантът Нур-ал-Айн е остенен като брилянт. Според едната, поддържана от специалиста по историческите диаманти, лорд Ян Балфур (Lord Ian Balfour), камъкът е шлифован в Персия по време на управление на Насреддин Шах (1848 – 1896).
Според другата версия, описана от турския историк Ахмед Джевдет паша, обработката на диаманта се извършва през 18 век и има интересна история. Твърди се, че последният притежаващ Нур-ал-Айн персийски благородник предлага на Османския двор да закупи диаманта. Персийската аристокрация е против, такава рядка скъпоценност да напуска пределите на страната, и сделката се реализира тайно. Диамантът се доставя в Истанбул, представя се на Селим III (1789 – 1807) и султанът заповядва той да бъде закупен. Преговорите за цената продължават 5 месеца и от първоначалната 4.1 тона сребро тя намалява до 1.6 тона, съответстващи на 600 кесии акче (основната парична единица в Османската империя). Обработката на Нур-ал-Айн се извършва от европейски майстори, смятани от ориенталските владетели за най-добри специалисти по остеняване на диаманти. През 1790-те години в двора на султан Селим III работят френски майстори по изработване на брилянти. Те фасетират диаманта по начин, популярен сред тогавашния османски елит.
Не са намерени писмени източници, в които да се споменава за присъствието на диаманта Нур-ал-Айн в съкровищница на Селим III. Със сигурност, обаче, е известно, че след известно време диамантът се връща в Персия, тъй като през 1834 г. той вече е притежание на каджарския шах Фатх Али.

## Корона Нур-ал-Айн
Короната Нур-ал-Айн е създадена през 1958 г. от известния американски дизайнер на скъпоценни бижута, Хари Уинстън (Harry Winston). Изработена е от платина и за разлика от другите персийски корони е украсена единствено с брилянти. Диамантът Нур-ал-Айн се намира в нейния център, около него е изградена комбинация от по-малки розови, жълти и бели брилянти. Техните размери са между 14 и 19 карата. В основата на короната е наредена плътна ивица от бели брилянти с форма багет (удължен правоъгълник с терасовидно фасетиране). Общият брой на скъпоценните камъни в короната е 324. Короната тежи около 2 kg. За първи път е носена от Фара Диба през 1959 г., по време на нейната сватбена церемония с шаха на Иран Мохамед Реза Пахлави. Понастоящем е част от националните съкровища на Иран и се съхранява в трезора на Централната банка на Иран.